# Dragonfly Chess

Dragonfly Chess (dt.: Libellenschach) ist eine Variante des Schachspiels auf einem verkleinerten Feld. Sie wurde von dem niederländischen Spieleautor Christian Freeling entwickelt.
Diese Variante verzichtet bei einem Spielfeld von 7×7=49 Feldern auf die Damen. Das Mittelfeld ist stets schwarz. Die Leichtfiguren stehen, beide weißen Springer auf der rechten, das weiße Läuferpaar auf der linken Seite des zentral auf der Grundreihe positionierten Königs, so dass anstelle von einem Königs- oder Damenflügel von Springer- bzw. Läuferflügel gesprochen werden kann. Die Türme nehmen wie üblich die Eckfelder ein. Die Bauern stehen in der zweiten Reihe vor den Figuren. Die schwarzen Figuren stehen spiegelbildlich dazu auf der siebenten, die Bauern auf der sechsten Reihe.
Die Figuren ziehen und schlagen wie üblich, doch es gibt keinen Doppelschritt bei den Bauern und damit auch kein en-Passant-Schlagen. Geschlagene Offiziere wechseln den Besitzer und werden zur „Figur in Hand“, können also auf einem beliebigen freien Feld eingesetzt werden, ähnlich zum japanischen Shōgi. Das Setzen gilt als Zug, es darf aber beim Setzen nicht unmittelbar geschlagen werden. Die eingesetzten Steine werden erst mit dem nächsten Zug voll wirksam, man kann also nicht mit dem Einsetzen zugleich Schach bieten wie bei einer herkömmlichen Bauernumwandlung. Das Konzept des Wiedereinsetzens von Figuren erfordert in der Praxis einen zweiten Satz Offiziere für jeden Spieler oder die Verwendung spezieller Spielsteine für die Offiziere, welche z. B. den Shōgi-Steinen geometrisch nachempfunden sind.
Geschlagene Bauern verlassen dagegen unwiderruflich das Spielfeld. Bauern können auf der gegnerischen Grundlinie nur in Figuren umgewandelt werden, die zuvor geschlagen wurden, es können sich also z. B. höchstens vier Läufer insgesamt auf dem Spielfeld finden. Sind noch keine Figuren geschlagen worden, so darf kein Bauer auf die letzte Reihe gezogen und nicht umgewandelt werden. Die Rochade ist unter den üblichen Bedingungen zulässig. Weil gesetzte Türme bereits gezogen haben, darf mit ihnen jedoch keine Rochade durchgeführt werden, auch wenn sie auf einem Eckfeld eingesetzt werden. Da die Offiziere das Spielfeld nie endgültig verlassen, sondern immer wieder eingesetzt werden können, sind Remis selten.
Zusätzlich entwickelte Freeling eine hexagonale Variante auf 61 Feldern mit gleichem Figurensatz (ohne Damen) plus zwei Extra-Bauern.